# 安田裕信
安田 裕信（やすだ ひろのぶ、1983年11月11日 - ）は、滋賀県出身のレーシングドライバー。

## プロフィール
- 身長：168cm
- 体重：57kg
- 血液型：Rh+O型
- 近江兄弟社高等学校卒業

レーシングカートで実績を積み重ね、2002年には、鈴鹿サーキットレーシングスクール・フォーミュラクラス（SRS-F）に入校しスカラシップを獲得した。2003年にフォーミュラ・ドリーム（FD）で4輪レースにデビューし、シリーズ2位。2004年も同シリーズに挑戦しシリーズ2位となった。翌2005年はヨーロッパのカートレースを戦うために渡欧し、世界選手権・ヨーロッパ選手権・イタリア選手権を転戦した。なお、CIK-FIAアジア・パシフィック・カート選手権において、複数回優勝した日本人は安田ただ一人である。
留学を終え、2006年は国内に戦場を求めることになるが、ミドル・フォーミュラの一つであるFDが廃止となり、トヨタ・日産・ホンダの3社が後援するフォーミュラチャレンジ・ジャパン（FCJ）が創設されることになった。しかし安田が帰国した時点でホンダの推薦シートはすでに埋まっており、フォーミュラカーのシートを得られない可能性もあった。そこで安田はニッサン・ドライバー・デベロップメント・プログラム（NDDP）に応募し合格。NDDPドライバーとしてFCJに参戦し、シリーズ3位・4勝（最多勝）の好成績を収めF3へのスカラシップを獲得。レーシングキャリアでの大きな転機となった。
2007年はThreeBond Racingから全日本F3選手権へ参戦。リタイヤは1度だけだったが最高位は4位で表彰台が無く、ランキングは8位であった。2008年も引き続き同体制で全日本F3へ参戦し、第5戦鈴鹿と第8戦もてぎで優勝しシリーズ4位になった。2009年も引き続き全日本F3へ継続参戦したが、第4戦岡山での1勝にとどまり、シリーズ5位となった。2010年は休止したが、2011年に再びThreebond Racingから復帰。4勝を挙げ、シリーズランキングトップで最終戦に臨むも逆転を許してしまい、シリーズ2位で終えた。同年のマカオグランプリにも参戦するも、タイムアタック、予選レースを通して下位に沈み、決勝レースではエンジントラブルによりリタイヤで終えた。

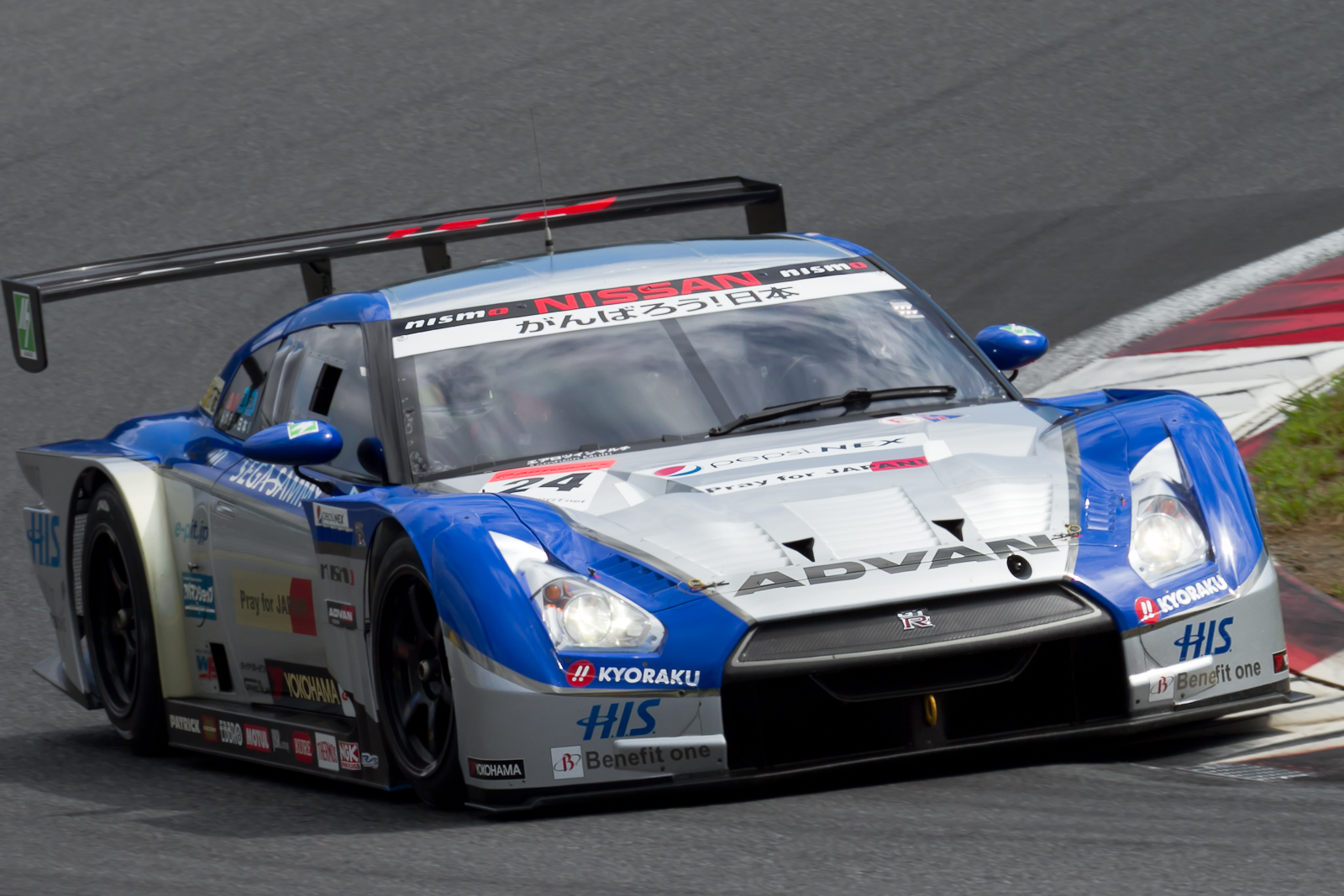
ADVAN KONDO GT-R(2011年)

一方、いわゆる「ハコ」クラスのカテゴリーには、2004年からスポット参戦も含めてスーパー耐久シリーズに挑戦し、2007年にはArabianOasis Racingからエントリーした。2006年にSUPER GT・GT300クラスにMOLAから長島正興と組んでフル参戦（シリーズ20位・決勝最高位6位）。2007年の第6戦ポッカ1000kmではGT500クラスの23号車（XANAVI NISMO Z／本山哲・リチャード・ライアン組）の第3ドライバーとして出場し、決勝では3位の成績を残した。2008年はGT300クラスにMOLAから星野一樹と参戦し、第6戦ポッカ1000kmで勝利し、シリーズチャンピオンを獲得。2009年にはHASEMI MOTOR SPORTからGT500クラスに参戦。第4戦セパンで優勝した。翌2010年はKONDO Racingに移籍し、開幕戦鈴鹿において荒れたコンディションの中タイヤ無交換作戦で優勝を果たした。

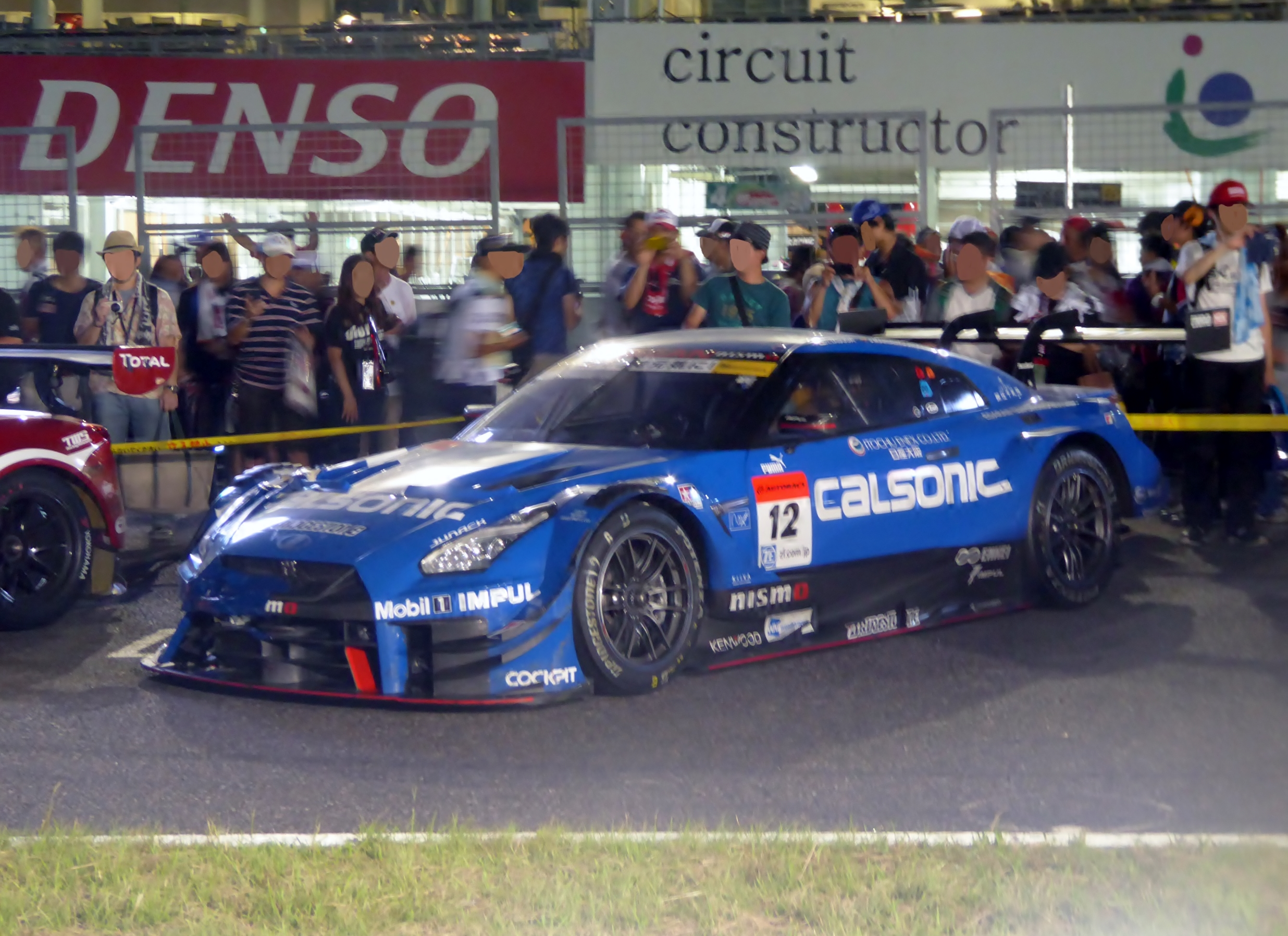
2017年鈴鹿1000km

2014年からTEAM IMPULに移籍、第2戦富士500kmで移籍初優勝を遂げる。2015年は優勝こそ無かったものの、最終盤までタイトルを争いシリーズ2位。2017年まで参戦を続け、GT500クラス通算4勝を挙げた。

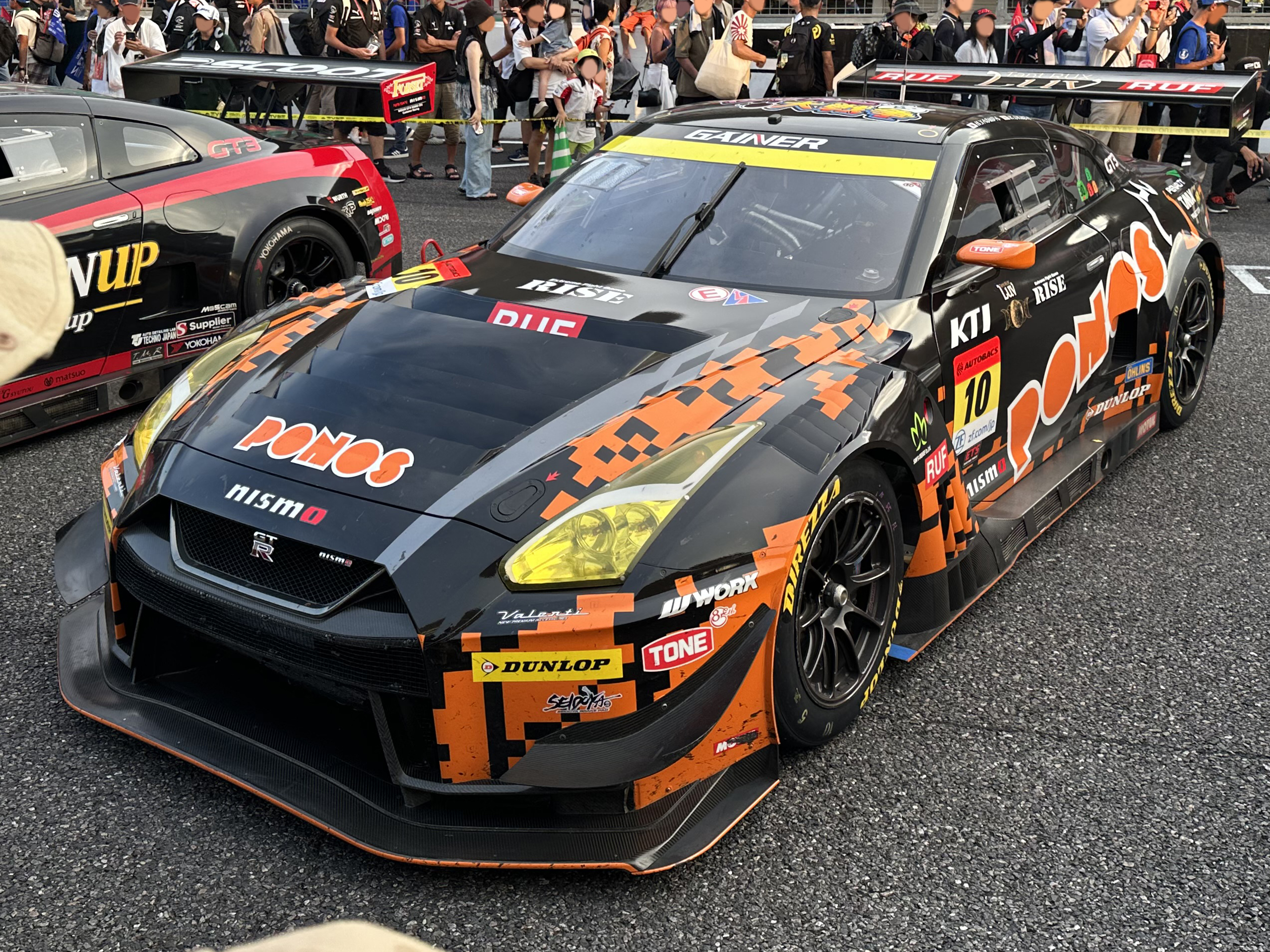
PONOS GAINER GT-R(2022年GT300)

2018年からゲイナーに移籍し、日産・GT-R NISMO GT3でGT300へ参戦。第4戦タイで優勝を果たす。それ以降もタイトル争いの最前線で戦い続けた。
2023年12月31日、NDDP育成ドライバー時代から15年以上在籍したNISMOとのレーシングドライバー契約を終了。「来年のことはまだ何も決まっていないが、新しい環境でレーシングドライバーとして頑張っていきたい。」と表明した。
2025年からANEST IWATA Racingでレクサス・RC F GT3を駆りSUPER GT・GT300クラスに参戦する（パートナーはイゴール・フラガ）。日産車以外でSUPER GTを戦うのは2007年にジムゲイナーからフェラーリ・F360での参戦以来となる。
ドライバー業の傍らで、「HIROTEX management」を発足し、カートチームの運営や若手ドライバーのマネジメントを行っている。これまでに小高一斗、藤波清斗、牧野任祐、角田裕毅、大草りき、大木一輝等を発掘している。

## レース戦績
- 2000年 - 全日本カート選手権FSAクラス（シリーズ6位）
- 2001年
  - 全日本カート選手権FSAクラス（シリーズチャンピオン）
  - CIK-FIAアジア・パシフィック・カート選手権・FAクラス（優勝）
- 2002年 - SRS-F入校（スカラシップ獲得）
- 2003年
  - フォーミュラ・ドリーム（#4 SRS-F ARTA FD／FD-03 MF224）（シリーズ2位・1勝）
  - CIK-FIAアジア・パシフィック・カート選手権・FAクラス（優勝）
- 2004年
  - フォーミュラ・ドリーム（#14 MEIJU RACING FD／FD-03 MF224）（シリーズ2位・2勝）
  - スーパー耐久シリーズ・Class4（TRACY SPORT #39 UNITED ADVAN S2000／AP1）（シリーズ8位）
- 2005年
  - カート世界選手権
  - ヨーロッパカート選手権
  - イタリアカート選手権
  - CIK-FIAアジア・パシフィック・カート選手権・FAクラス
  - スーパー耐久シリーズ･ST-class3＜Rd.6 スポット参戦＞（#46 realstyle.jp S2000／AP1）（総合18位・クラス５位）
- 2006年
  - FCJ（#6 NISSAN DDP FCJ／FC106）(シリーズ3位・4勝）
  - SUPER GT・GT300クラス（MOLA #47 吉兆宝山DIREZZA Z／フェアレディZ Z33 VQ35DE）（シリーズ20位）
  - スーパー耐久シリーズ･ST-class S＜Rd.3&5 スポット参戦＞（#10 MSF シーケンシャルS2000／AP1）
- 2007年
  - 全日本F3選手権（ThreeBond Racing #14 ThreeBond／ダラーラF306 SR20VE）（シリーズ8位）
  - SUPER GT･GT500クラス＜Rd.6 スポット参戦＞（NISMO #23 XANAVI NISMO Z／フェアレディZ Z33 VK45DE）（決勝3位）
  - SUPER GT･GT300クラス＜Rd.9 スポット参戦＞（JIM GAINER #10 JIM CENTER DIXCEL ADVAN F360／F360モデナ F131B）
  - スーパー耐久シリーズ・ST-class3（ArabianOasis Racing Team #74 アラビアンオアシスZ／フェアレディZ Z33）
- 2008年
  - 全日本F3選手権・全日本選手権クラス（ThreeBond Racing #12 ThreeBond／ダラーラF308 SR20VE）（シリーズ4位・2勝）
  - SUPER GT･GT300クラス（MOLA #46 MOLAレオパレスZ／フェアレディZ Z33 VQ35DE）（シリーズチャンピオン・1勝）
- 2009年
  - 全日本F3選手権・Cクラス（ThreeBond Racing #12 ThreeBond／ダラーラF309 SR20VE）（シリーズ5位・1勝）
  - SUPER GT・GT500クラス（HASEMI MOTOR SPORT #3 HASEMI TOMICA EBBRO GT-R／GT-R  R35 VK45DE）（シリーズ7位・1勝）
- 2010年 - SUPER GT・GT500クラス（KONDO RACING #24 HIS ADVAN KONDO GT-R／GT-R  R35 VRH34A）（シリーズ10位・1勝）
- 2011年
  - 全日本F3選手権・Cクラス（ThreeBond Racing #12 ThreeBond／ダラーラF308 SR20VE）（シリーズ2位・4勝）
  - SUPER GT・GT500クラス（KONDO RACING #24 ADVAN KONDO GT-R／GT-R  R35 VRH34A→VRH34B）（シリーズ10位）
- 2012年
  - 全日本選手権フォーミュラ・ニッポン（KONDO RACING #3／スウィフト017.n RV8K）
  - SUPER GT・GT500クラス（KONDO RACING #24 D'station ADVAN KONDO GT-R／GT-R  R35 VRH34B）（シリーズ15位）
- 2013年
  - 全日本選手権スーパーフォーミュラ（KONDO RACING #3／スウィフト017.n RV8K）（シリーズ14位）
  - SUPER GT・GT500クラス（KONDO RACING #24 D'station ADVAN KONDO GT-R／GT-R  R35 VRH34B）（シリーズ13位）
- 2014年 - SUPER GT・GT500クラス（TEAM IMPUL #12 カルソニックIMPUL GT-R／GT-R NR20A）（シリーズ6位・1勝）
- 2015年 - SUPER GT・GT500クラス（TEAM IMPUL #12 カルソニックIMPUL GT-R／GT-R NR20A）（シリーズ2位）
- 2016年 - SUPER GT・GT500クラス（TEAM IMPUL #12 カルソニックIMPUL GT-R／GT-R NR20A）（シリーズ8位・1勝）
- 2017年
  - SUPER GT・GT500クラス（TEAM IMPUL #12 カルソニックIMPUL GT-R／GT-R NR20A）（シリーズ15位）
  - スーパー耐久シリーズ・ST-3クラス（SKT Team motoyama #34 SKT Team motoyama Z34／フェアレディZ Z34）
- 2018年 - SUPER GT・GT300クラス（GAINER #11 GAINER TANAX GT-R／NISSAN GT-R NISMO GT3）（シリーズ5位・1勝）
- 2019年
  - SUPER GT・GT300クラス（GAINER #11 GAINER TANAX GT-R／NISSAN GT-R NISMO GT3）（シリーズ3位・1勝）
  - スーパー耐久シリーズ・ST-Zクラス（TECHNO FIRST #35 モノコレ SUN’S TECHNO GINETTA／GINETTA G55 GT4）
- 2020年 - SUPER GT・GT300クラス（GAINER #11 GAINER TANAX GT-R／NISSAN GT-R NISMO GT3）（シリーズ6位・1勝）
- 2021年 - SUPER GT・GT300クラス（GAINER #11 GAINER TANAX GT-R／NISSAN GT-R NISMO GT3）（シリーズ7位）
- 2022年 - SUPER GT・GT300クラス（GAINER #11 GAINER TANAX GT-R／NISSAN GT-R NISMO GT3）（シリーズ7位）
- 2023年 - SUPER GT・GT300クラス（GAINER #10 PONOS GAINER GT-R／NISSAN GT-R NISMO GT3）（シリーズ17位）
- 2024年 - スーパー耐久・ST-Zクラス（TECHNO FIRST #34 TECHNO FIRST R8 LMS GT4／R8GT4）（シリーズ4位）
- 2025年 - SUPER GT・GT300クラス（ANEST IWATA Racing #26 ANEST IWATA Racing RC F GT3／LEXUS RC F GT3）

### 全日本フォーミュラ3選手権
| 年     | チーム           | エンジン  | タイヤ | クラス | 1        | 2       | 3        | 4      | 5      | 6      | 7        | 8       | 9      | 10       | 11     | 12     | 13       | 14     | 15     | 16     | 17      | 18     | 19     | 20     | 順位 | ポイント |
| ------ | ---------------- | --------- | ------ | ------ | -------- | ------- | -------- | ------ | ------ | ------ | -------- | ------- | ------ | -------- | ------ | ------ | -------- | ------ | ------ | ------ | ------- | ------ | ------ | ------ | ---- | -------- |
| 2007年 | ThreeBond Racing | Threebond | B      |        | FSW1 8   | FSW2 7  | SUZ1 Ret | SUZ2 9 | TRM1 9 | TRM2 8 | OKA1 8   | OKA2 10 | SUZ1 5 | SUZ2 7   | AUT1 8 | AUT2 7 | AUT3 10  | FSW1 7 | FSW2 7 | SEN1 4 | SEN2 10 | SEN3 6 | TRM1 6 | TRM2 4 | 8位  | 79       |
| 2008年 | ThreeBond Racing | Threebond | B      |        | FSW1 DNS | FSW2 4  | AUT1 6   | AUT2 6 | SUZ1 1 | SUZ2 2 | TRM1 3   | TRM2 1  | OKA1 4 | OKA2 8   | SUZ1 6 | SUZ2 5 | TRM1 Ret | TRM2 8 | FSW1 8 | FSW2 5 | SUG1 4  | SUG2 5 |        |        | 4位  | 152      |
| 2009年 | ThreeBond Racing | Threebond | H      |        | FSW1 7   | FSW2 16 | OKA1 5   | OKA2 1 | SUZ1 4 | SUZ2 4 | FSW1 Ret | FSW2 4  | SUZ1 3 | SUZ2 Ret | TRM1 4 | TRM2 3 | AUT1 6   | AUT2 2 | SUG1 5 | SUG2 2 |         |        |        |        | 5位  | 53       |
| 2011年 | ThreeBond Racing | Threebond | Y      |        | SUZ1 8   | SUZ2 1  | FSW1 2   | FSW2 1 | FSW3 2 | FSW1 2 | FSW2 1   | TRM1 3  | TRM2 2 | OKA1 1   | OKA2 2 | SUZ1 C | SUZ2 C   | SUG1 2 | SUG2 7 | SUG3 4 |         |        |        |        | 2位  | 99       |

### フォーミュラ・ニッポン/スーパーフォーミュラ
| 年     | チーム       | エンジン | タイヤ | 1      | 2      | 3      | 4       | 5     | 6      | 7       | 7       | 順位 | ポイント |
| ------ | ------------ | -------- | ------ | ------ | ------ | ------ | ------- | ----- | ------ | ------- | ------- | ---- | -------- |
| 2012年 | KONDO RACING | トヨタ   | B      | SUZ 11 | TRM 12 | AUT 13 | FSW 16  | TRM 9 | SUG 11 | SUZ1 13 | SUZ2 9  | NC   | 0        |
| 2013年 | KONDO RACING | トヨタ   | B      | SUZ 14 | AUT 9  | FSW 12 | TRM Ret | INJ C | SUG 6  | SUZ1 8  | SUZ2 13 | 14位 | 3.5      |

### SUPER GT
| 年     | チーム             | 使用車両               | クラス | 1       | 2      | 3       | 4      | 5       | 6       | 7      | 8      | 9      | 順位 | ポイント |
| ------ | ------------------ | ---------------------- | ------ | ------- | ------ | ------- | ------ | ------- | ------- | ------ | ------ | ------ | ---- | -------- |
| 2006年 | MOLA               | 日産・フェアレディZ    | GT300  | SUZ 10  | OKA 18 | FSW 14  | SEP 10 | SUG 8   | SUZ 6   | TRM 8  | AUT 10 | FSW 19 | 20位 | 20       |
| 2007年 | NISMO              | 日産・フェアレディZ    | GT500  | SUZ     | OKA    | FSW     | SEP    | SUG     | SUZ 3   | TRM    | AUT    |        | 20位 | 12       |
| 2007年 | JIM GAINER         | フェラーリ・360モデナ  | GT300  |         |        |         |        |         |         |        |        | FSW 21 | NC   | 0        |
| 2008年 | MOLA               | 日産・フェアレディZ    | GT300  | SUZ Ret | OKA 4  | FSW 2   | SEP 2  | SUG 5   | SUZ 1   | TRM 7  | AUT 4  | FSW 6  | 1位  | 78       |
| 2009年 | HASEMI MOTOR SPORT | 日産・GT-R             | GT500  | OKA 12  | SUZ 13 | FSW 7   | SEP 1  | SUG 9   | SUZ 2   | FSW 6  | AUT 8  | TRM 12 | 7位  | 49       |
| 2010年 | KONDO RACING       | 日産・GT-R             | GT500  | SUZ 1   | OKA 12 | FSW 8   | SEP 9  | SUG 5   | SUZ Ret | FSW C  | TRM 10 |        | 10位 | 32       |
| 2011年 | KONDO RACING       | 日産・GT-R             | GT500  | OKA 9   | FSW 7  | SEP 4   | SUG 4  | SUZ 10  | FSW 11  | AUT 5  | TRM 12 |        | 10位 | 29       |
| 2012年 | KONDO RACING       | 日産・GT-R             | GT500  | OKA 11  | FSW 14 | SEP Ret | SUG 10 | SUZ 3   | FSW 13  | AUT 4  | TRM 11 |        | 15位 | 22       |
| 2013年 | KONDO RACING       | 日産・GT-R             | GT500  | OKA 13  | FSW 12 | SEP 13  | SUG 5  | SUZ Ret | FSW 10  | AUT 6  | TRM 9  |        | 13位 | 14       |
| 2014年 | TEAM IMPUL         | 日産・GT-R NISMO GT500 | GT500  | OKA 3   | FSW 1  | AUT 3   | SUG 9  | FSW 8   | SUZ 10  | CHA 3  | TRM 13 |        | 6位  | 60       |
| 2015年 | TEAM IMPUL         | 日産・GT-R NISMO GT500 | GT500  | OKA 7   | FSW 2  | CHA 4   | FSW 3  | SUZ 3   | SUG 11  | AUT 2  | TRM 4  |        | 2位  | 74       |
| 2016年 | TEAM IMPUL         | 日産・GT-R NISMO GT500 | GT500  | OKA 5   | FSW 11 | SUG Ret | FSW 1  | SUZ Ret | CHA 4   | TRM 7  | TRM 8  |        | 8位  | 43       |
| 2017年 | TEAM IMPUL         | 日産・GT-R NISMO GT500 | GT500  | OKA 8   | FSW 14 | AUT 7   | SUG 11 | FSW 5   | SUZ 11  | CHA 14 | TRM 7  |        | 15位 | 17       |
| 2018年 | GAINER             | 日産・GT-R NISMO GT3   | GT300  | OKA 5   | FSW 3  | SUZ 16  | CHA 1  | FSW 22  | SUG 19  | AUT 6  | TRM 5  |        | 5位  | 48       |
| 2019年 | GAINER             | 日産・GT-R NISMO GT3   | GT300  | OKA 21  | FSW 1  | SUZ 9   | CHA 8  | FSW 9   | AUT 15  | SUG 22 | TRM 1  |        | 3位  | 48       |
| 2020年 | GAINER             | 日産・GT-R NISMO GT3   | GT300  | FSW 2   | FSW 21 | SUZ 1   | TRM 6  | FSW 10  | SUZ 15  | TRM 9  | FSW 18 |        | 6位  | 43       |
| 2021年 | GAINER             | 日産・GT-R NISMO GT3   | GT300  | OKA 4   | FSW 16 | SUZ 26  | TRM 2  | SUG 10  | AUT 5   | TRM 8  | FSW 8  |        | 7位  | 38       |
| 2022年 | GAINER             | 日産・GT-R NISMO GT3   | GT300  | OKA 10  | FSW 4  | SUZ Ret | FSW 2  | SUZ 16  | SUG 2   | AUT 14 | MOT 14 |        | 7位  | 35       |
| 2023年 | GAINER             | 日産・GT-R NISMO GT3   | GT300  | OKA 11  | FSW 5  | SUZ 8   | FSW 7  | SUZ 13  | SUG 9   | AUT 10 | MOT 16 |        | 17位 | 16       |
| 2025年 | ANEST IWATA Racing | レクサス・RC F GT3     | GT300  | OKA 2   | FSW 11 | SEP     | FSW 14 | FSW 18  | SUZ     | SUG    | AUT    | MOT    | 9位* | 26*      |